# Mealhada, Ventosa do Bairro e Antes
Mealhada, Ventosa do Bairro e Antes est une paroisse civile portugaise (en portugais : freguesia) de la municipalité de Mealhada dans le district d'Aveiro. Elle est créée en 2013, par fusion des paroisses de Mealhada, Ventosa do Bairro et Antes.

## Géographie
La paroisse est notamment traversée par la Cértima (pt), rivière qui sépare Mealhada, à l'est, d'Antes et Ventosa do Bairro, à l'ouest.

## Histoire
La paroisse est créée par la loi no 11-A/2013 du 28 janvier 2013 portant réorganisation administrative du territoire des freguesias, en fusionnant les paroisses de Mealhada, Ventosa do Bairro et Antes. Son nom officiel est União das Freguesias da Mealhada, Ventosa do Bairro e Antes et son siège est fixé à Mealhada.

## Démographie
Lors du recensement de 2021, Mealhada, Ventosa do Bairro e Antes compte 6 373 habitants. C'est ainsi la paroisse la plus peuplée de la municipalité de Mealhada, qui totalise 19 348 habitants.